# Liste der Naturdenkmale in Gollenberg (Havelland)
Die Liste der Naturdenkmale in Gollenberg enthält alle Naturdenkmale der brandenburgischen Gemeinde Gollenberg und ihrer Ortsteile im Landkreis Havelland, welche durch Rechtsverordnung geschützt sind. (Stand: 2014)
In den Spalten befinden sich folgende Informationen:
- Nr.: Identifizierungsnummer nach veröffentlichter Liste. Sie wird von der unteren Naturschutzbehörde des Landkreises oder der kreisfreien Stadt vergeben. Wenn sie bekannt ist, wird sie angegeben. In dieser Spalte kann sich zusätzlich das Wort Wikidata befinden, der entsprechende Link führt zu Angaben zu diesem Naturdenkmal bei Wikidata.
- Bezeichnung: Benennung des Naturdenkmals, in der Regel wird bei Bäume die Baumart genannt. Bekannte Eigennamen werden mit angegeben.
- Gemarkung: Ort oder Gemarkung, in der sich das Naturdenkmal befindet
- Lage: Nennt die Lage des Naturdenkmals im jeweiligen Ortsteil und die geografischen Koordinaten des Naturdenkmals. Link zu einem Kartenansichtstool, um Koordinaten zu setzen. In der Kartenansicht sind Naturdenkmale ohne Koordinaten mit einem roten beziehungsweise orangen Marker dargestellt und können in der Karte gesetzt werden. Denkmale ohne Bild sind mit einem blauen bzw. roten Marker gekennzeichnet, Denkmale mit Bild mit einem grünen beziehungsweise orangen Marker.
- Beschreibung: die Beschreibung des Naturdenkmales
- Schutzzweck: Erläutert den Grund der Unterschutzstellung
- Bild: Zeigt ein Bild des Naturdenkmales und gegebenenfalls ein Link zu weiteren Fotos im Medienarchiv Wikimedia Commons

## Neuwerder
| Bild                           | Bezeichnung                   | Lage                                                                                               | Beschreibung | Schutzzweck | Nummer |
| ------------------------------ | ----------------------------- | -------------------------------------------------------------------------------------------------- | --- | ----------- | ------ |
| Weitere Bilder Fotos hochladen | Eiche bei Schönholz-Neuwerder | Neuwerder, Im Wald an der ehemaligen Straße nach Schönholz 3/172 (52° 44′ 0,8″ N, 12° 25′ 36,4″ O) | trotz der erheblichen Defekte stellt der Baum in seinem jetzigen Erscheinungsbild eine besondere Naturschönheit dar; besonders markanter Baum - Stamm ist kurz und trägt einseitige Krone; Stämmling teilweise abgestorben; sehr viel Totholz in der Krone; zwei größere überwallte Astwunden befinden sich in etwa zwei Meter Höhe - Alter geschätzt 220 Jahre - Stammumfang: 473 - seit 1955 im Kataster |             | 0025 B |

## Schönholz-Neuwerder
| Bild                           | Bezeichnung                   | Lage                                                                                     | Beschreibung | Schutzzweck | Nummer |
| ------------------------------ | ----------------------------- | ---------------------------------------------------------------------------------------- | --- | ----------- | ------ |
| Weitere Bilder Fotos hochladen | Eiche bei Ohnewitz            | Schönholz-Neuwerder, bei Ohnewitz an der L 17 10/31/1 (52° 43′ 51,5″ N, 12° 25′ 49,8″ O) | Repräsentant seiner Art; Ortsbild-Prägung; besonders markanter Baum - Baum ist sofort zu erkennen in den anderen Alleebäumen durch breit ausladende Krone von 25 Metern Durchmesser, arttypischer Kronenaufbau und Größe; Stamm ist recht kurz; Pilzfruchtkörper in altem Stammriss deuten auf eine Stammfäule hin - Geschätztes Alter 200 Jahre - Stammumfang: 494 - Beschluss 1/1968                                                    |             | 0051 B |
| Weitere Bilder Fotos hochladen | Eiche an der Landesstraße L17 | Schönholz-Neuwerder, bei Ohnewitz an der L 17 10/31/1 (52° 43′ 51,7″ N, 12° 25′ 49,1″ O) | Repräsentant seiner Art; Überbleibsel der alten Eichenallee bei Ohnewitz; Ortsbild-Prägung; besonders markanter Baum - Krone aus Verkehrssicherheitsgründen stark eingekürzt und mit Stahlseil mit Bodenanker abgefangen; ein Stämmling wurde vor längerer Zeit entfernt; Stamm weist einen großen Ausriss auf und morscht stark aus; am Stammfuß größere Faulstellen - geschätztes Alter 200 Jahre - Stammumfang: 583 - Beschluss 1/1968 |             | 0052 B |